# フォワード (サッカー)

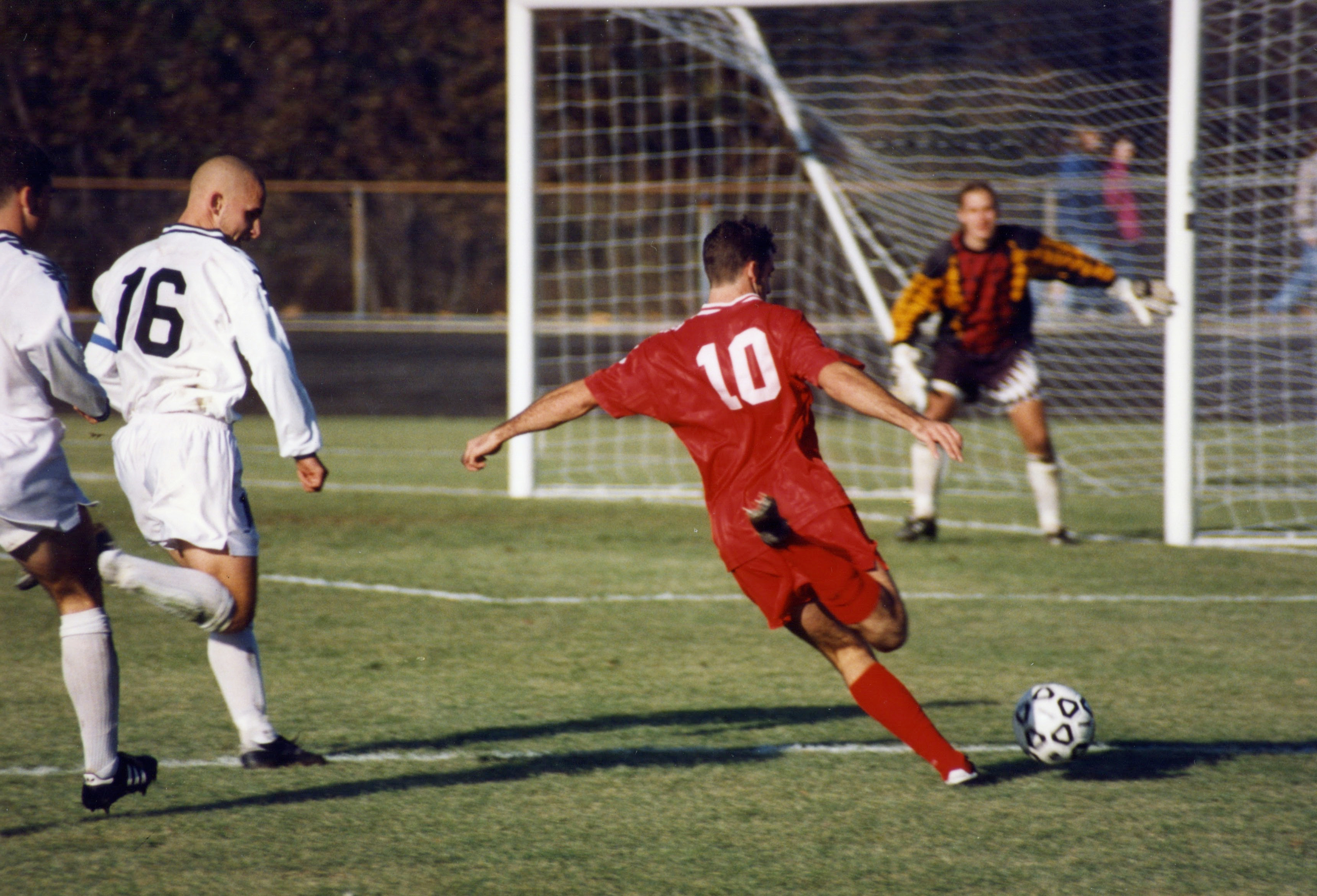
シュートを放つフォワード

フォワード（英: Forward）とは、サッカーにおけるポジションの一つである。略記はFW。トップとも呼ばれる。

## 概要
相手ゴールに一番近いところにポジションをとり、得点を取ることを主な役割とする。また得点シーンを作り出すためのチャンスメイクも大きな役割である。基本的に攻撃を担うポジションであるが、フォワードの位置する前線でボールを奪えればより相手ゴールに近い位置から攻撃を始められるため、現代サッカーでは守備（プレスディフェンス）をすることが求められることも少なくない。

## 歴史
サッカーの創成期においてはほとんどの選手がフォワードであったが、ルールの改正や戦術の進化にともない、その数は徐々に減っていった。ツーバック・システムが登場した1870年代後半にはフォワード5人が基本になり、しばらくの間はこれが標準的な形となる。フォワード5人の内訳はセンターフォワード1人、インサイドフォワード2人、ウイング2人であった。1950年代にはフォワード4人のフォーメーション、1960年代にはフォワード3人のフォーメーションが登場してインサイドフォワードが消滅する。
1960年頃からはフォワード2人のフォーメーションを用いるチームも登場しており、ウイングを置かないフォーメーションも用いられ始める。1966年のイングランドワールドカップでアルフ・ラムゼイ監督が率いたイングランド代表は『Wingless Wonders ウイングレス・ワンダーズ （無翼の驚異）』として知られ、本職のウイングを起用せずにFIFAワールドカップで優勝を成し遂げた。しかし、ウイングを置かない4-4-2は守備的であるという印象が強かったため、強豪チームで採用されることは珍しかった。実際、1974年の西ドイツワールドカップでは決勝に進んだオランダ、西ドイツの両チームともウイングを置く4-3-3のフォーメーションであり、未だウイングを採用するのが一般的であった。
しかし、1982年のスペインワールドカップで黄金のカルテットを擁するブラジルや、シャンパンサッカーと呼ばれたミシェル・プラティニ率いるフランスがウイングを置かない4-4-2のフォーメーションを用いて攻撃的なサッカーを見せたことなどから2トップが主流になり始め、ウイングを用いる3トップはしだいに少数派となる。一方で、オランダは例外であり、前述の1974年のワールドカップ以来、ウイングを採用する3トップのフォーメーションを変わらず続けている。
2000年代頃からはセンターフォワードのみを配置する1トップのフォーメーションや、ウイングを採用する新たなフォーメーションが登場した。新しい形のウイングを採用するフォーメーションは4-5-1とも4-3-3の中間ともいえるフォーメーションであり、近年では世界的に主流となっている4-2-3-1では、ウイングの役割もフォワードよりミッドフィールダーに近いものに変化してきている。

## 詳細なポジション
FWのポジションは大まかにセンターフォワード、セカンドトップ、ウイングに分けられる。通常フォワードは1人から3人が配置されるが、1人の場合はワントップ、2人の場合はツートップ、3人の場合はスリートップと呼ばれる。より細かくみると、ワントップの場合はセンターフォワード1人、ツートップの場合はセンターフォワード2人、あるいはセンターフォワードとセカンドトップ、スリートップの場合は中央にセンターフォワードで両サイドにウイングかセカンドトップの組み合わせが一般的である。例外としてセンターフォワード2人とセカンドトップ1人のスリートップや、センターフォワード3人のスリートップなども稀に見られる。

### センターフォワード

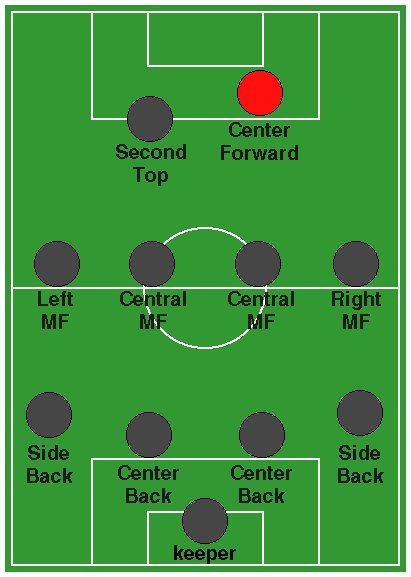
センターフォワードの位置

センターフォワード（英: centre forward）とはフォワードの中でも最前線の中央付近に位置するポジションで、ほとんどのフォーメーションで必ず1人は配置される。ファーストトップ（和製英語: first top）とも呼ばれる。フォワードの中でも最も得点力を重視されるポジションである。略号はCF。
そのプレースタイルには様々なものがあり、身長の高さやフィジカルの強靭さを活かしてポストプレーをこなしヘディングで得点するターゲットマンあるいはポストプレーヤーと呼ばれる選手、巧みなドリブル突破から得点する選手、スピードや身体能力に優れる選手、オフ・ザ・ボールの動きやポジショニングなどに優れラインディフェンスの裏へ飛び出したり上手く守備のマークを外したりして得点することが得意な選手（俗に「ゴールへの嗅覚が鋭い」、「得点感覚がある」などと言われる）、あらゆるプレーをこなす万能型の選手（ユーティリティープレイヤー）などがいる。総じて攻撃時には相手ゴールに近いポジションを取ることが要求される。
ポジションの特性から、第一に求められるのは正確なシュート技術であり、シュートの威力や隙あらばシュートを撃っていく積極性も同時に必要とされる。また、味方からのパスを上手くシュートに繋げるために、トラップなどのボールコントロール技術も重要となる。

### インサイドフォワード
インサイドフォワード（英: inside forward）とはFWが5人だった頃に外から2番目に配置されていたポジションである。インナーフォワード（英: inner forward）とも呼ばれる。センターフォワードより下がり目のポジションであり、1980年代以降に誕生したセカンドトップや攻撃的MFに近い役割を担っていた。

### セカンドトップ

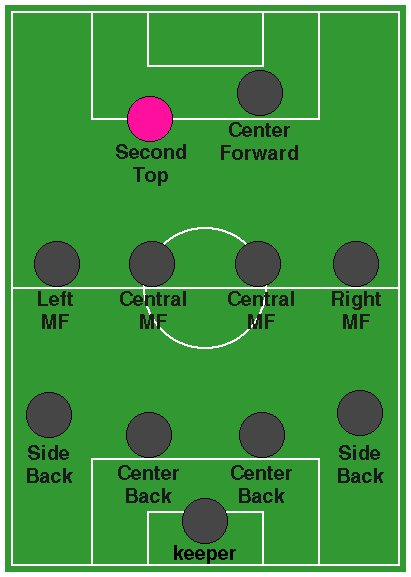
セカンドトップの位置

セカンドトップ（和製英語: second top）とはセンターフォワードよりやや下がり目のポジションのことで、セカンドストライカー（英: second striker）、セカンドアタッカー（英: second attacker）などとも呼ばれる。また、FWを1列目、MFを2列目とした場合にその間に位置することから1.5列目とも呼ばれる。略号はSTまたはSS。
主に2トップの場合にセンターフォワードと対で起用される。元々は、フォワードが3トップから2トップになった際に、左右のウイングのうちの1枚が内側に入ってきたポジションである。ミッドフィールダーの選手と似た配置と役割を持つことがあり、求められる得点能力や守備において課せられる負担の大きさが異なるが、その区別はかなり曖昧であるといえる。また、選手がフォワードとして登録されているかミッドフィールダーとして登録されているかによって区別されていることもある。ミッドフィールダーの選手が務めることもあり、フォワードとしての得点能力に加え、ミッドフィールダーのようなパスやドリブルの技術を持ちチャンスを演出する能力がある選手が起用されるケースがほとんどである。また、軸となるセンターフォワードに対し、常に動き回って相手のディフェンスをかき回すなど、サポートの役割も担う。近年より顕著な選手としてフランス代表のアントワーヌ・グリーズマン、日本代表の香川真司が挙げられる。
セカンドトップの選手がセンターフォワードの影（シャドー）から飛び出して得点する様からシャドーストライカー（英: shadow striker）と呼ばれることもある。シャドーストライカーと呼ばれる選手には、センターフォワードに比べてディフェンダーから離れている事でマークされ難いという特性を活かして、最前線でプレーする以上の得点力を発揮する場合もある。

シャドーストライカー2人とセンターフォワード1人の組み合わせでワントップ・ツーシャドウという形もある。ツーシャドウはセカンドトップ（セカンドストライカー）よりもトップ下に役割が近く、サイドのスペースを埋める守備を負うことからミッドフィールダーのポジションとして数えられることもある。

### ウイング

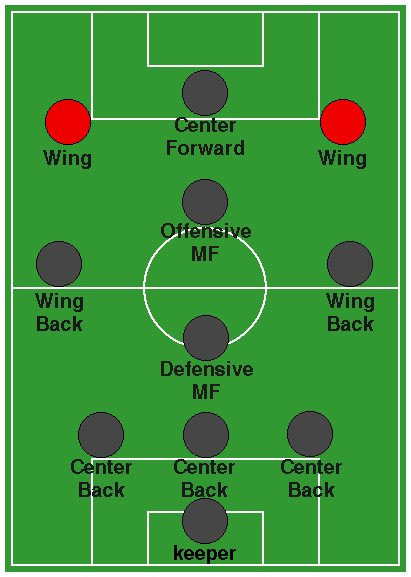
ウイングの位置

ウイング（和製英語: wing）とはスリートップにおいて左右両サイドに配置されるフォワードのポジションである。英語圏では単にwingと呼ぶとフィールドの左右の端のエリアを差し、ウイングに相当するポジションをウインガー（英: winger）と呼ぶ。略号はWG。
従来のウイングの役割は、ドリブルでサイドを突破してセンタリングを上げる事で、守備はほとんど求められなかった（このようなタイプの選手を古典的ウイングとも呼ぶ）。しかし、80年代以降は2トップが主流となった影響や全員攻撃全員守備が基本のトータルフットボールが主流になると、攻撃専門のウイングは姿を消し、その役割はMFやDFが兼用でサイド攻撃を担い、ウイングハーフやウイングバックと呼ばれる。2000年代頃からは再び3トップが増え始めウイングが復活するが、以前と違いパスを出して攻撃を組み立てたり、守備でも貢献する事も担っている。また、以前はクロスをあげる事が主な役割であったため、右サイドには右利きの選手を、左サイドには左利きの選手を配置するのが定石であったが、2000年代以降のウイングはクロスだけでなく、中へ切り込んで（カットインして）シュートを放つ事を求められるため、右サイドには左利きを、左サイドには右利きの選手を配置するのが理想とされるようになった。高いテクニックを持ち、チャンスメイクを得意とするいわゆるトップ下の選手が現代では非常に激しくなった中央のプレッシャーを逃れてサイドのこのポジションでプレーしている例も見られる。このような役割の変化から、中央にプレーエリアを移動する事が多くなった現代では、以前のようにサイドに張り付いた位置取りをしないため、あまり「ウイング」と呼ばれないようになっている。

ウイングを採用したチームとしてはヨハン・クライフがフリスト・ストイチコフとチキ・ベギリスタインを配したFCバルセロナ（スペイン）やルイス・ファン・ハールがフィニディ・ジョージとマルク・オーフェルマルスを起用したアヤックス・アムステルダム（オランダ）が有名であり、共にUEFAチャンピオンズカップ（現在のUEFAチャンピオンズリーグ）を制している。

#### 守備的ウイング
サイドで攻撃よりも守備を比重に置いたサイドMFやウイングを守備的ウイングと呼ぶ場合がある。
現代サッカーでは、フルバック（ここではサイドバックを指す）がより攻撃的に前進することが多く、実質的にサイドMFやウイングと同じような役割をすることもある。しかし、攻撃的なフルバックがいる場合に後方が空いてしまうことがある。フルバックが外れることにより、センターバックだけではカバーし切れず、守備が無防備になってしまうことがある。そのため、サイドMFやウイングが優れたポジショニングでフルバックの後方をカバーする。
通常のMFやウイングよりも守備に比重を置くため、プレッシング、デュエル、インターセプトなど、高い運動量も求められる。

## ストライカー
積極的にシュートを撃って得点を狙うFWの選手はストライカー(英: striker)と呼ばれる。「ストライカー」の語は、ハットトリックと同様にサッカー発祥の地の英国でより古くから行われていたスポーツであるクリケットに由来する。クリケットにおいて、攻撃側で得点をあげるバッツマン（打者）が「ストライカー」と呼ばれた事から、サッカーでも得点者が「ストライカー」と呼ばれるようになった。
特に得点の多いストライカーをチームのエースとしてエースストライカー(英: ace striker)と呼ぶ。エースナンバーとされる背番号9番をつけることが多い。しかし、イングランド代表ではストライカーが一般的には司令塔の番号である10番をつけ、司令塔は7番をつけることも多い。
能力の優れた選手にボールを預けて任せると言うのは有効である一方、その反面で得点源として厳しくマークされたり、複数の選手に囲まれたりすることが多い。ゾーンディフェンスやプレスディフェンスが一般的になったため、特に中央の密集地帯を独力で突破して得点すると言うのは困難であり、以前ほど顕著にエースストライカーに依存すると言うスタイルは見られなくなった。また、天才的なエースストライカーがいなくても勝利できるように組織的なプレーや戦術が研究され、それによりFWの役割も多様化してポストプレーや囮になるなどのチームに貢献するプレーや守備への参加も求められるようになったことなどもその一因である。しかし、依存する傾向は弱いとはいえ優れた得点能力を持つFWの選手が重宝されるということに変わりはない。
ブラジル代表のペレやロナウド、あるいは日本代表の釜本邦茂が典型的であるが、点取り屋に特化した選手は少なくなり、現代はより柔軟に様々なプレーも要求される近代サッカーに適応したストライカーが増えている。

## 0トップ

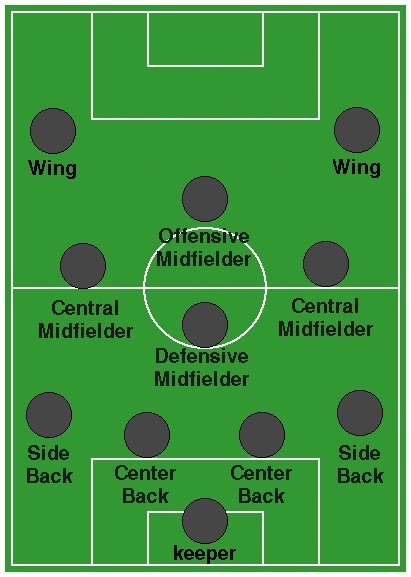
0トップ布陣の例

センターフォワード不在のフォーメーション・戦術を俗に0トップ(英: zero top)と呼ぶ。偽9番 (英: false nine)とも。
これらの名称が使用され始めたのは2000年代に入ってからであるが、この役割の概念は古くは1890年代のSCコリンチャンスや1920年代のリーベル・プレート、1930年代のブンダーチームと呼ばれたオーストリア代表、1950年代のハンガリー代表などで見られた。
3トップまたは1トップのセンターフォワードの選手が、トップ下の位置まで下がり、MFとして機能することからセンターフォワード不在、すなわちゼロトップフォーメーションとよばれる。
得点能力のある攻撃的ミッドフィールダーやセカンドトップ、9番（ストライカー）+10番（トップ下）=9.5番とも呼ばれる選手が配置されることが多い。1列目の並びが、緩やかなVの字を描くのが特徴である。センターのトップすなわち0トップの選手がプレスを避けつつウインガーにパスも出せ、ウインガーが押し上げたDFラインのスペースに入り込むことができる特性がある。古くは1974 FIFAワールドカップのオランダ代表ヨハン・クライフやFCバルセロナ（エル・ドリーム・チーム）のミカエル・ラウドルップがこのポジションを担っていた。
2000年代中頃には、ASローマを率いていたルチアーノ・スパレッティが攻撃的MFのフランチェスコ・トッティを0トップとして起用しており、現地イタリアではトレクアルティスタ (trequartista)と呼ばれていた。スパレッティはこの起用方法でクラブを公式戦11連勝に導いた。
UEFA EURO 2012でスペイン代表を大会制覇へと導いたビセンテ・デル・ボスケは、純粋なストライカーであるフェルナンド・トーレスをワントップで起用する戦術と攻撃的MFであるセスク・ファブレガスを0トップとして起用する2つの戦術を用意していた。イタリア代表との決勝戦では、後者のセスク・ファブレガスを0トップとして出場させ、結果は4-0での大勝に終わった。これを機にヨーロッパ各国のクラブが0トップないしは偽9番を使用する場面が増加した。その一例は、ペップ・グアルディオラやティト・ビラノバがFCバルセロナで披露したリオネル・メッシの偽9番 (西: falso nueve)である。また、ユルゲン・クロップ政権下のリヴァプールFCでは、ロベルト・フィルミーノも同様に偽9番または0トップとして振る舞った。2020年代に入ってからも下火になることはなく、マンチェスター・シティFCでのフィル・フォーデンやスペイン代表のフェラン・トーレスまたはダニ・オルモ、レアル・マドリードでのロドリゴらがこの手の起用方法でプレーしている。
これらの0トップや偽9番による攻撃を防ぐ手立てとして、ジョゼ・モウリーニョなどは複数の選手をペナルティーエリア前に配置し、0トップにおいて選手が攻め込むスペースを限りなく減らすというパーキング・ザ・バスと呼ばれる戦術を採用した。。